# Direito da primeira noite

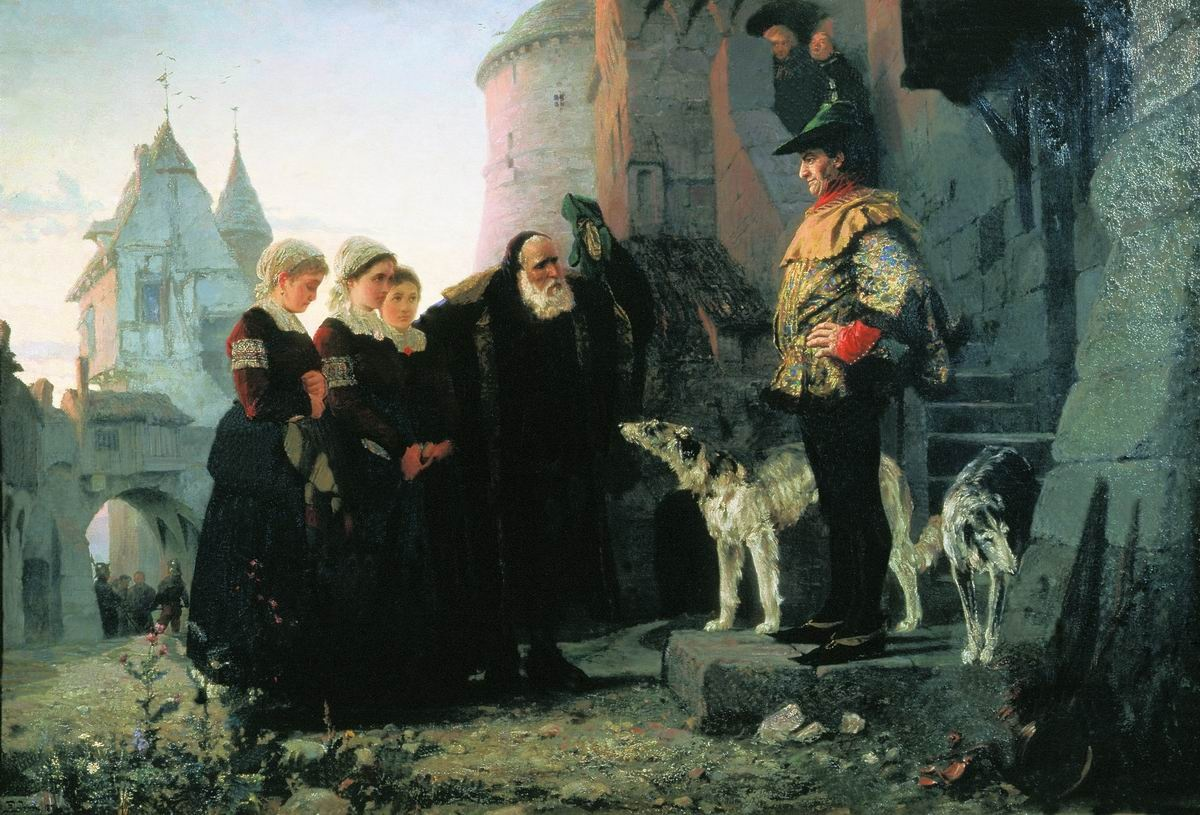
«O direito do Senhor», por Vasily Polenov
Pintura que mostra um pobre ancião entregando suas jovens filhas ao despótico senhor feudal.

Direito da primeira noite (latim: jus primae noctis), também conhecido como direito do senhor ou direito da pernada, refere-se a uma suposta instituição que teria vigorado na Idade Média e que permitiria ao senhor feudal, no âmbito de seus domínios, desvirginar uma noiva na sua noite de núpcias.
Na Europa, existiu contudo em, certos lugares, um direito feudal que obrigava o noivo a pagar algumas moedas ao seu senhor, quando a noiva era oriunda de outro feudo, o que deixou pensar a alguns autores do século XVIII e XIX que poderia ter existido algum direito da primeira noite.
Na apresentação da peça músico-teatral As primícias, o dramaturgo brasileiro Dias Gomes diz que em alguns países, como a França, essa instituição chegou até a Revolução de 1789, e que na Sicília (Itália), ela teria sobrevivido até meados do século XIX.
No Brasil Colonial, os abusos próprios da escravatura deixam imaginar que semelhante direito possa ter existido, em proveito dos senhores de engenho e  grandes proprietários de terras, ainda que de uma forma "oficiosa". Aliás, na maioria dos casos, o senhor não esperava pela boda. Tratava-se então de um abuso, não de um direito.
A lenda teria surgiu de um mal-entendido. Em muitos feudos, os senhores autorizavam o casamento dos servos com um gesto simbólico, colocando a mão ou a perna na cama dos noivos, por molde a veicular a noção de que, com tal gesto, estendiam a sua proteção aos descendentes do casal, daí a alusão à tal "pernada". Na tradição oral portuguesa, encontra-se por vezes lendas referentes a esta imposição senhorial, como é o caso de uma lenda de Cardielos, sobre um "D. Sapo".
Também nas Canárias, Escócia e Luvaina, na Bélgica, se encontrariam relatos semelhantes.
As citações alusivas a esta tradição foram mal interpretadas por historiadores, que acharam ter encontrado provas da exploração sexual das camponesas. "É um exemplo impressionante de certas interpretações baseadas apenas em jogos de palavras", escreveu a historiadora Régine Pernoud.
Apesar do pouco fundamento, a história é poderosa e duradoura. "O conteúdo sexual do "direito de pernada" faz com que ele se prenda na memória”, diz o historiador francês Alain Boureau, que dedicou um livro inteiro  a derrubar esse mito. "É uma história que fascina por sua total alteridade; por alimentar a fantasia de um consentimento institucional e até jurídico à violência"). Por causa desse enorme poder de provocar indignação, o "direito de pernada" é uma ótima ferramenta para quem pretende mostrar como era detestável e bárbaro um povo ou seu líder. Tanto que é usado muito antes do Medievo. É o caso da Epopeia de Gilgamesh, uma das primeiras obras literárias da história do mundo, escrita na Mesopotâmia há 4 mil anos. Gilgamesh é descrito como um rei opressor, cuja "luxúria não poupa uma só virgem para seu amado; nem a filha do guerreiro nem a mulher do nobre". No século V a.C., o grego Heródoto, "o pai da História", conta que na tribo dos adyrmachidae, da Líbia, todas as noivas eram enviadas ao rei, que escolhia aquelas com quem gostaria de passar a noite.
Até mesmo os cristãos medievais, hoje vítimas da lenda, a reproduziram. Diziam que o costume era praticado pelos povos bárbaros, além das fronteiras cristãs. O fato de se referirem ao direito à primeira noite como algo aviltante é mais um indício de que não o consideravam normal ou rotineiro, muito menos que consentiriam tal costume. Apesar disso, durante o Iluminismo, o filósofo Voltaire, interessado em retratar a Idade Média como a época do obscurantismo e da opressão, escreveu uma peça sobre o suposto costume medieval.
A credibilidade de Voltaire deu força ao mito, que ainda sobrevive. A peça teatral La Folle Journée ou le Marriage du Figaro de Beaumarchais, que serviu de base para a ópera Le Nozze di Figaro de Mozart, o tem como tema principal. No filme Coração Valente (1995), o guerreiro escocês William Wallace, vivido por Mel Gibson, casa-se em segredo para evitar a violação de sua noiva pelo detestável senhor feudal.